# Francesc Xavier Segura i Riu
Francesc Xavier Segura i Riu (Ivars d'Urgell, 28 de març de 1963) és sobreestant i enginyer tècnic industrial per la Universitat Politècnica de Catalunya. En les eleccions primàries de Solidaritat Catalana per la Independència, celebrades el 4 de setembre de 2010, va ésser escollit cap de llista per la circumscripció electoral de Lleida a les eleccions al Parlament de Catalunya 2010.